# Sierra de Gredos

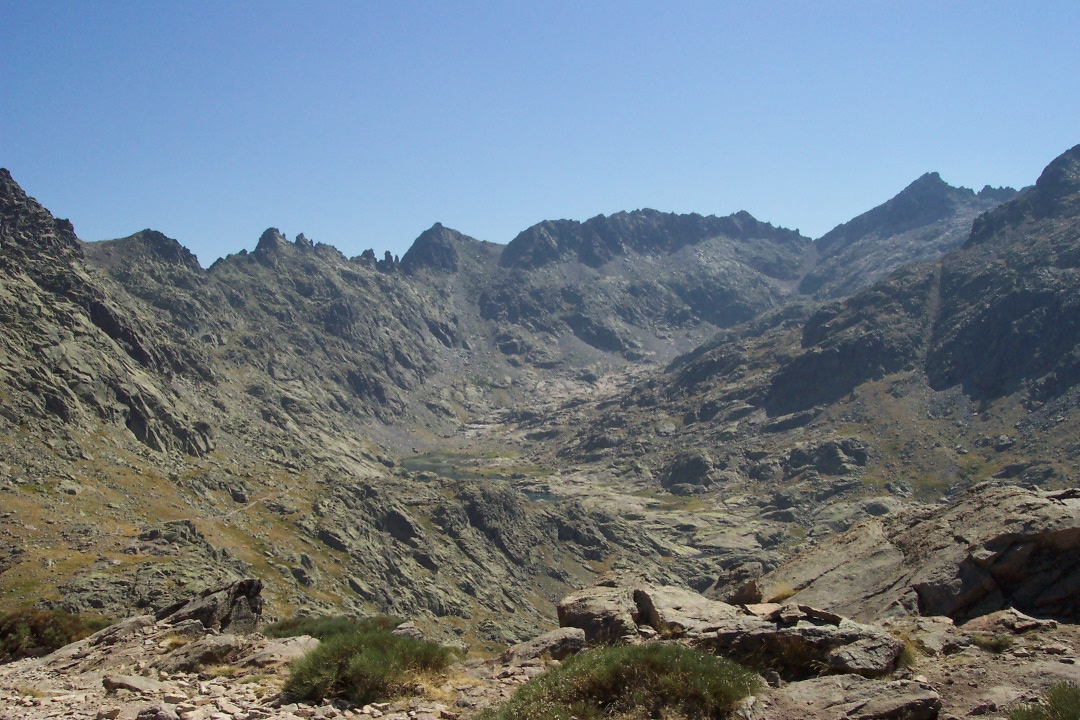
El circo de Gredos

Sierra de Gredos – pasmo górskie w centralnej części Półwyspu Iberyjskiego. Jest częścią Gór Kastylijskich. Jest to teren parku narodowego. Najwyższym szczytem jest Almanzor.